# Robert Philippi

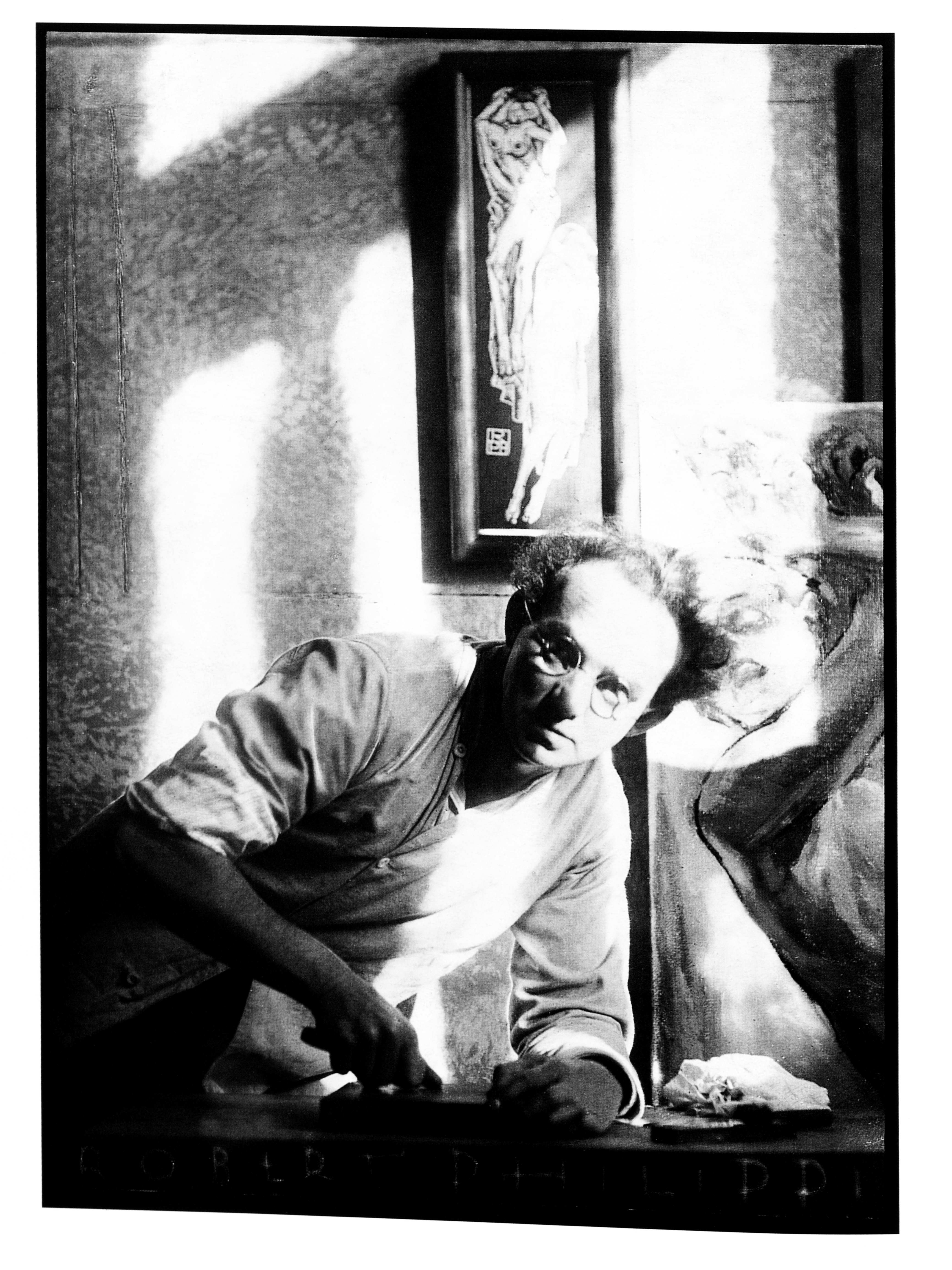
Anton Josef Trčka: Robert Philippi (1926)

Robert Philippi (geboren 4. August 1877 in Graz, Österreich-Ungarn; gestorben 23. März 1959 in Wien) war ein österreichischer Maler.

## Leben
Robert Philippi erhielt die erste künstlerische Ausbildung beim Theatermaler Robert Kautsky und in der privaten Malschule Streblow in Wien. Von 1893 bis 1896 besuchte er die Wiener Akademie bei Christian Griepenkerl und Josef Mathias Trenkwald und später die Kunstgewerbeschule Wien bei Felician Myrbach und Alfred Roller. Dort wurde er 1914 Assistent von Franz Čižek und wieder von 1917 bis 1920. Offenbar war er auch Schüler am Bauhaus in Weimar, denn die 1919 veröffentlichte Jahresmappe der Gesellschaft für vervielfältigende Kunst in Wien Studierende des Bauhauses enthält als Blatt 4 seinen Holzschnitt Akt/Die Erschrockene (25,3 × 30,8 cm).
Philippi arbeitete zunächst in der Zeichnung und im  Holzschnitt und wandte sich ab 1925 verstärkt der Malerei zu. Philippi gilt als von der Kunst Gustav Klimts beeinflusst. Er war bis zum Jahr 1925 Mitglied im Hagenbund.

## Werke (Auswahl)
- Zehn Holzschnitte. Vorwort Hans Tietze. Wien : Thyrsos Verlag, 1923